# Кореневка (Житомирская область)
Кореневка (укр. Коренівка) — село на Украине, находится в Овручском районе Житомирской области. Расположено на реке Болдунка.
Код КОАТУУ — 1824288403. Население по переписи 2001 года составляет 216 человек. Почтовый индекс — 11136. Телефонный код — 4148. Занимает площадь 78 км².

## История
В 1946 году указом ПВС УССР село Годотемль переименовано в Кореневку.

## Адрес местного совета
11136, Житомирская область, Овручский р-н, с. Черепин